# Кормышкина, Ирина Валерьевна
Ири́на Вале́рьевна Кормышкина (в девичестве — Аллахвердиева; укр. Ірина Валеріївна Кормишкіна; род. 26 августа 1978, Николаев) — украинский экономист, политик. Народный депутат Украины IX созыва.

## Биография
Ирина Валерьевна Аллахвердиева родилась 26 августа 1978 года в Николаеве, УССР. Окончила Николаевскую государственную аграрную академию (специальность «Учет и аудит»). Экономист по бухгалтерскому учёту и финансам.
Является директором Николаевской областной дирекции ЗАО СК «Уника».
В своё время была заместителем директора по развитию в Николаевском филиале ЗАО АСК «ИНГО Украина», работала заместителем директора Николаевского городского страхового агентства ЗАО «Инкомстрах».
Кандидат в народные депутаты от партии «Слуга народа» на парламентских выборах 2019 года, № 116 в списке. На время выборов являлась директором Николаевской областной дирекции ЗАО СК «Уника», будучи беспартийной. Проживает в Николаеве.
Член комитета Верховной рады по вопросам финансов, налоговой и таможенной политики, председатель подкомитета по вопросам тарифного и нетарифного регулирования.
В июне 2020 года Аллахвердиева оказалась вовлечённой в сексистский скандал: в прессу «просочилась» информация, что во время брифинга в Николаеве её внешность обсуждали депутаты партии «Слуга народа», Александр Корниенко и Давид Арахамия.
В 2023 году вышла замуж за депутата Николаевского областного совета и главу фракции «Наш край» Юрия Кормышкина.
23 октября 2024 года следственный судья ВАКС применил к народному депутату Украины Ирине Кормышкиной (Аллахвердиевой), которая подозревается в незаконном обогащении, меру пресечения в виде личного поручительства.. Поручителями стали глава фракции СН Давид Арахамия и глава Николаевской ОВА Виталий Ким.